# Teodoryk Endem
Teodoryk Endem (ur. 1499 w Amersfoort w Holandii, zm. 9 lipca 1572 w Gorkum) – kapłan franciszkanin, jeden z grupy męczenników z Gorkum, święty Kościoła katolickiego.
Rodzice byli przeciwni jego wstąpieniu do zakonu franciszkańskiego. Teodoryk odbył jednak nowicjat i wstąpił do seminarium franciszkanów. Po odbyciu studiów filozoficzno-teologicznych został wyświęcony na kapłana. Następnie pracował w Gorkum jako spowiednik i ojciec duchowny sióstr franciszkanek.
W 1572 kalwini uwięzili go wraz z innymi franciszkanami i kapłanami. Torturami w Brielle chciano zmusić ich do wyrzeczenia się katolicyzmu. Teodoryk Endem został powieszony 9 lipca 1572 roku.
Beatyfikacji dokonał Klemens X 24 listopada 1675 a kanonizacji Pius IX 29 kwietnia 1867 w grupie męczenników z Gorkum.
Jego wspomnienie liturgiczne, wraz z pozostałymi męczennikami, obchodzone jest w dzienną pamiątkę śmierci.